# Trimiomelba dubia
Trimiomelba dubia är en skalbaggsart som först beskrevs av Leconte 1849.  Trimiomelba dubia ingår i släktet Trimiomelba och familjen kortvingar. Inga underarter finns listade i Catalogue of Life.